# شوکه
شوکَة (خار) یا ۳۱ سیاه‌گوش یک ستاره است که در صورت فلکی سیاه‌گوش قرار دارد.
این ستاره را مبسوطه هم می‌نامیدند که هم‌اینک نام ستاره اپسیلون دوپیکر است.